# چنی (واشینگتن)
چنی (به انگلیسی: Cheney) شهری در شهرستان اسپوکین ایالت واشنگتن است که در سرشماری سال ۲۰۱۰ میلادی، ۱۰۵۹۰ نفر جمعیت داشته است.